# Grand to Grand Ultra
Le Grand to Grand Ultra est un ultra-trail de 169 milles organisé chaque année en Utah, aux États-Unis. Il se dispute fin septembre sur un parcours en boucle dont le départ et l'arrivée sont situés à Kanab, dans le comté de Kane, et que l'on effectue en six étapes. La première édition a eu lieu en 2012. En 2016, l'événement fait partie pour la première fois des courses dites « Future » de l'Ultra-Trail World Tour, mais n'est pas retenu pour l'édition 2017.

## Palmarès
| Édition | Date              | Hommes | Hommes                      | Hommes           | Femmes | Femmes                | Femmes           |
| ------- | ----------------- | ------ | --------------------------- | ---------------- | ------ | --------------------- | ---------------- |
|         |                   | Rang   | Athlète                     | Temps            | Rang   | Athlète               | Temps            |
| 1re     | 23 septembre 2012 | 1er    | Salvador Calvo Redondo      | 34 h 10 min 06 s | 5e     | Sharon Gayter         | 42 h 32 min 00 s |
| 2e      | 22 septembre 2013 | 1er    | Vicente Juan Garcia Beneito | 31 h 09 min 25 s | 6e     | Katia Chiara Figini   | 37 h 26 min 33 s |
| 3e      | 21 septembre 2014 | 1er    | Michele Graglia             | 31 h 25 min 03 s | 3e     | Chantal van der Geest | 36 h 53 min 00 s |
| 4e      | 20 septembre 2015 | 1er    | Yen-Po Chen                 | 34 h 11 min 02 s | 12e    | Sandra Kay Suckling   | 42 h 53 min 16 s |
| 5e      | 25 septembre 2016 | 1er    | Florian Vieux               | 29 h 51 min 24 s | 3e     | Émilie Lecomte        | 32 h 06 min 48 s |
| 6e      | 24 septembre 2017 | 1er    | Erik Clavery                | 29 h 34 min 18 s | 8e     | Erica Terblanche      | 40 h 04 min 48 s |
| 7e      | 23 septembre 2018 | 1er    | Penbin Chen                 | 33 h 21 min 32 s | 7e     | Jax Mariash           | 39 h 10 min 04 s |